# Bugatti Chiron
För andra betydelser, se Bugatti Chiron (olika betydelser).
Bugatti Chiron är en supersportbil som det franska företaget Bugatti Automobiles introducerade på Internationella bilsalongen i Genève i mars 2016. Modellen är uppkallad efter racerföraren Louis Chiron.
Bilens sextoncylindriga W-motor är en vidareutveckling från företrädaren Bugatti Veyron med fyra turboaggregat och ger 1500 hk. Bugatti planerar att bygga 500 exemplar med första leverans i slutet av 2016. Priset börjar på 2 400 000 euro.